# Gallegos (Navia de Suarna)
Gallegos (llamada oficialmente Santiago de Galegos) es una parroquia española del municipio de Navia de Suarna, en la provincia de Lugo, Galicia.

## Organización territorial
La parroquia está formada por ocho entidades de población, constando siete de ellas en el nomenclátor del Instituto Nacional de Estadística español:

### Entidades de población
Entidades de población que forman parte de la parroquia:
- Cociña (A Cociña)
- Eirexa (A Eirexa)
- Paradela
- Penasinceira
- Piñeiro
- Trigal
- Villarguide (Vilargoíde)

### Despoblado
Despoblado que forma parte de la parroquia:
- Tola (A Tola)

## Demografía
| Gráfica de evolución demográfica de Gallegos entre 2000 y 2020 |
|                                                                |
| Datos según el nomenclátor publicado por el INE.               |